# Jose Gallegos
Jose Jesus Gallegos (San Antonio, Texas, Estados Unidos, 22 de septiembre de 2001) es un futbolista estadounidense que juega como centrocampista ofensivo en el SønderjyskE Fodbold de la Primera División de Dinamarca.

## Trayectoria

### San Antonio Football Club
El 25 de abril de 2019, Gallegos firmó con el San Antonio Football Club de la USL Championship después de pasar un tiempo en su academia.
En 2020 fue finalista del USL Championship Young Player of the Year award. En marzo de 2021, Gallegos estuvo dos semanas entrenando con el Bayern de Múnich.

### SønderjyskE Fodbold
El 27 de enero de 2022, Gallegos fue transferido al SønderjyskE Fodbold de la Superliga de Dinamarca con un contrato hasta 2026. El 18 de febrero debutó al 60' en la derrota del SønderjyskE 2-3 ante el Aarhus GF.

## Estadísticas

### Clubes
Actualizado al último partido jugado el 8 de noviembre de 2024.
| San Antonio F. C. Estados Unidos | 2.ª           | 2019          | 14  | 1  | 2  | 0 | - | - | 16  | 1  | 0,06 |
| San Antonio F. C. Estados Unidos | 2.ª           | 2020          | 17  | 2  | -  | - | - | - | 17  | 2  | 0,12 |
| San Antonio F. C. Estados Unidos | 2.ª           | 2021          | 32  | 7  | -  | - | - | - | 32  | 7  | 0,22 |
| San Antonio F. C. Estados Unidos | Total club    | Total club    | 63  | 10 | 2  | 0 | 0 | 0 | 65  | 10 | 0,15 |
| SønderjyskE Dinamarca | 1.ª           | 2021-22       | 13  | 1  | 2  | 0 | - | - | 15  | 1  | 0,07 |
| SønderjyskE Dinamarca | 2.ª           | 2022-23       | 29  | 2  | 6  | 4 | - | - | 34  | 6  | 0,18 |
| SønderjyskE Dinamarca | 2.ª           | 2023-24       | 27  | 5  | 2  | 1 | - | - | 29  | 6  | 0,21 |
| SønderjyskE Dinamarca | 1.ª           | 2024-25       | 10  | 1  | 2  | 1 | - | - | 12  | 2  | 0,18 |
| SønderjyskE Dinamarca | Total club    | Total club    | 79  | 9  | 12 | 6 | 0 | 0 | 91  | 16 | 0,18 |
| Total carrera | Total carrera | Total carrera | 142 | 19 | 14 | 6 | 0 | 0 | 156 | 25 | 0,17 |
| (1) Incluye datos de U.S. Open Cup y Copa de Dinamarca. (2) Incluye datos de Liga Europa de la UEFA y Liga de Campeones de la UEFA. (3) No incluye goles en partidos amistosos. |               |               |     |    |    |   |   |   |     |    |      |